# 杏花营站
杏花营站是一个陇海线上的铁路车站，位于河南省开封市金明区杏花营镇，建于1936年，目前为四等站，邮政编码为475141。目前客运：办理旅客乘降；不办理行李、包裹托运；货运：办理整车货物发到。